# ألدو بوباديلا
ألدو أنطونيو بوباديلا أفالوس (بالإسبانية: Aldo Antonio Bobadilla Ávalos)‏ (مواليد 20 أبريل 1976 في بيدرو خوان كاباليرو) لاعب كرة قدم باراغواياني يلعب حاليا لصالح نادي إنديبيندينتي ميديلين الكولومبي.

## روابط خارجية
- ألدو بوباديلا على موقع الاتحاد الدولي (مؤرشف)  (الإنجليزية)
- ألدو بوباديلا على موقع قاعدة بيانات كرة القدم.إي يو (الإنجليزية)
- ألدو بوباديلا على موقع ناشيونال فوتبول تيمز (الإنجليزية)